# Kamzičí vrch
Kamzičí vrch (historyczna nazwa niem. Königskuppe) – szczyt (góra) o wysokości 1173 m n.p.m. (podawana jest też wysokość 1169 m n.p.m. , 1169,7 m n.p.m., 1170,0 m n.p.m.  lub 1173,1 m n.p.m. ) w paśmie górskim Wysokiego Jesionika (cz. Hrubý Jeseník), w północno-wschodnich Czechach, w Sudetach Wschodnich, na Śląsku, w obrębie gminy Vrbno pod Pradědem, oddalony o około 2,5 km na północ od szczytu góry Pradziad (cz. Praděd). Rozległość góry (powierzchnia stoków) szacowana jest na około 2,0 km², a średnie nachylenie wszystkich stoków wynosi około 13°.

## Charakterystyka

### Lokalizacja

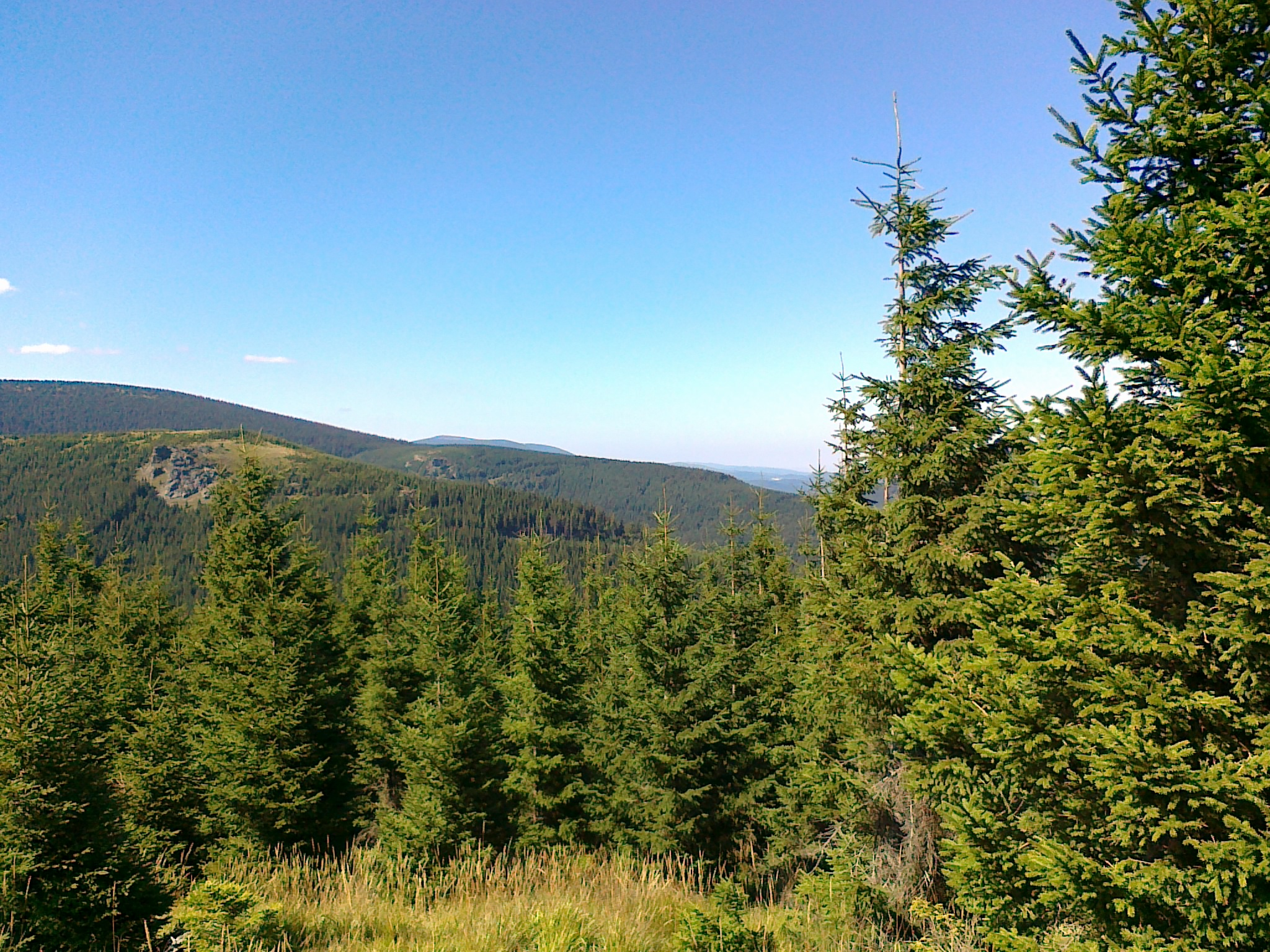
Widok ze szczytu góry Prostřední vrch na góry Malý Děd, poniżej Sokol i skalisko Sokolí skála (1), z prawej Kamzičí vrch (nad jego szczytem widoczne w dali szczyty Masywu Keprníka) (2016 rok)

Góra Kamzičí vrch położona jest w centrum pasma Wysokiego Jesionika, leżąca w części Wysokiego Jesionika, w północno-wschodnim obszarze (mikroregionu) o nazwie Masyw Pradziada (cz. Pradědská hornatina), a jednocześnie przy granicy z sąsiednim mikroregionem o nazwie Masyw Orlíka (cz. Medvědská hornatina). Masyw góry ma lekko łukowaty grzbiet, położony blisko osady Vidly oraz towarzyszącej jej przełęczy Videlské sedlo, przy drodze nr 450 Bělá pod Pradědem – Bruntál, na bocznej gałęzi grzbietu głównego (grzebieniu) góry Pradziad, ciągnącego się od przełęczy Červenohorské sedlo do przełęczy Skřítek. Jest górą trudno rozpoznawalną o wypłaszczonej połaci szczytowej, „doczepioną” od wschodu do stoku góry Malý Děd (podobnie jak np. góra Žalostná do góry Keprník). Jest szczytem niewidocznym m.in. z drogi okalającej połać szczytową góry Pradziad (połać szczytowa przysłonięta przez kopułę szczytową góry Pradziad), a z innego charakterystycznego punktu widokowego – z drogi okalającej szczyt góry Dlouhé stráně również niewidoczny, bo przysłonięty górą Malý Děd. Jedynie od strony południowo-wschodniej góra Kamzičí vrch jest w miarę dobrze widoczna m.in. z sąsiednich szczytów gór Prostřední vrch czy Sokol. 
Górę ograniczają: od zachodu mało wybitna przełęcz o wysokości 1167 m n.p.m. w kierunku góry Malý Děd, od północy i północnego wschodu dolina potoku o nazwie Česnekový potok (2), płynącego częściowo w kotlinie o nazwie Klenutá kotlina, od wschodu mało wybitna przełęcz o wysokości 850 m n.p.m. w kierunku szczytu Nad Kapličkou oraz od południowego wschodu i południa dolina potoku Środkowa Opawa (cz. Střední Opava). W otoczeniu góry znajdują się następujące szczyty: od północnego wschodu Osikový vrch i Mrazový vrch, od wschodu Nad kapličkou, od południowego wschodu Sokol i Praděd–V, od południa Pradziad, od południowego zachodu Velký Děd i Malý Děd oraz od północnego zachodu Nad Vodopádem, Skalnatý i Hřib.

### Stoki
W obrębie góry można wyróżnić pięć następujących zasadniczych stoków :
- północny
- północno-wschodni o nazwie Jelení stráň
- wschodni o nazwie U Milíře lub U brodu
- południowo-wschodni
- południowy

Występują tu wszystkie typy zalesienia: bór świerkowy, las mieszany oraz las liściasty, przy czym zdecydowanie dominuje zalesienie borem świerkowym. Na niemalże wszystkich stokach – oprócz stoków północnego i południowego – poza borem świerkowym występują obszary pokryte lasem mieszanym, a wraz z obniżaniem wysokości na stoku południowo-wschodnim pojawiają się nawet obszary pokryte lasem liściastym. Niemalże wszystkie stoki charakteryzują się znaczną zmiennością wysokości zalesienia, z występującymi nielicznymi przecinkami oraz szczególnie na stokach wschodnim i południowo-wschodnim polanami. Na stokach północno-wschodnim, a szczególnie południowo-wschodnim występują liczne większe pojedyncze skaliska oraz grupy skalne.
Stoki mają stosunkowo jednolite, na ogół łagodne i zróżnicowane nachylenia. Średnie nachylenie stoków waha się bowiem od 10° (stok wschodni) do 20° (stok południowo-wschodni). Średnie nachylenie wszystkich stoków góry (średnia ważona nachyleń stoków) wynosi około 13°. Maksymalne średnie nachylenie stoku południowo-wschodniego na wysokościach około 1025 m n.p.m. w pobliżu grup skalnych na odcinku 50 m nie przekracza 40°. Oprócz przebiegającej u podnóża stoku północno-wschodniego drogi nr 450, stoki pokryte są siecią innych dróg (m.in. Pradědská cesta czy Silonova trasa) oraz na ogół nieoznakowanych ścieżek i duktów. Przemierzając je zaleca się korzystanie ze szczegółowych map, z uwagi na zawiłości ich przebiegu, zalesienie oraz zorientowanie w terenie. 

### Szczyt

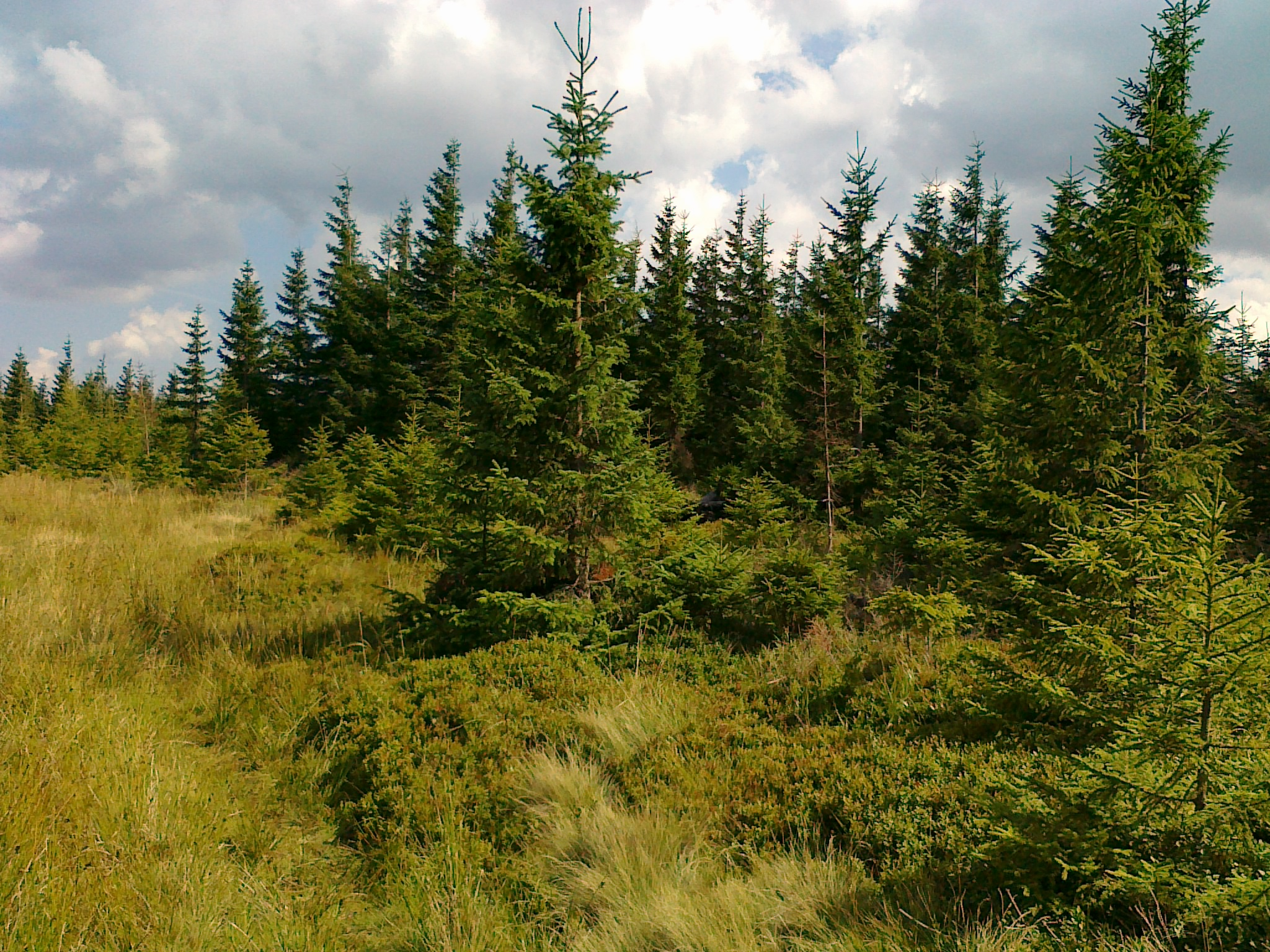
Widok na szczyt góry Kamzičí vrch (2016 rok)

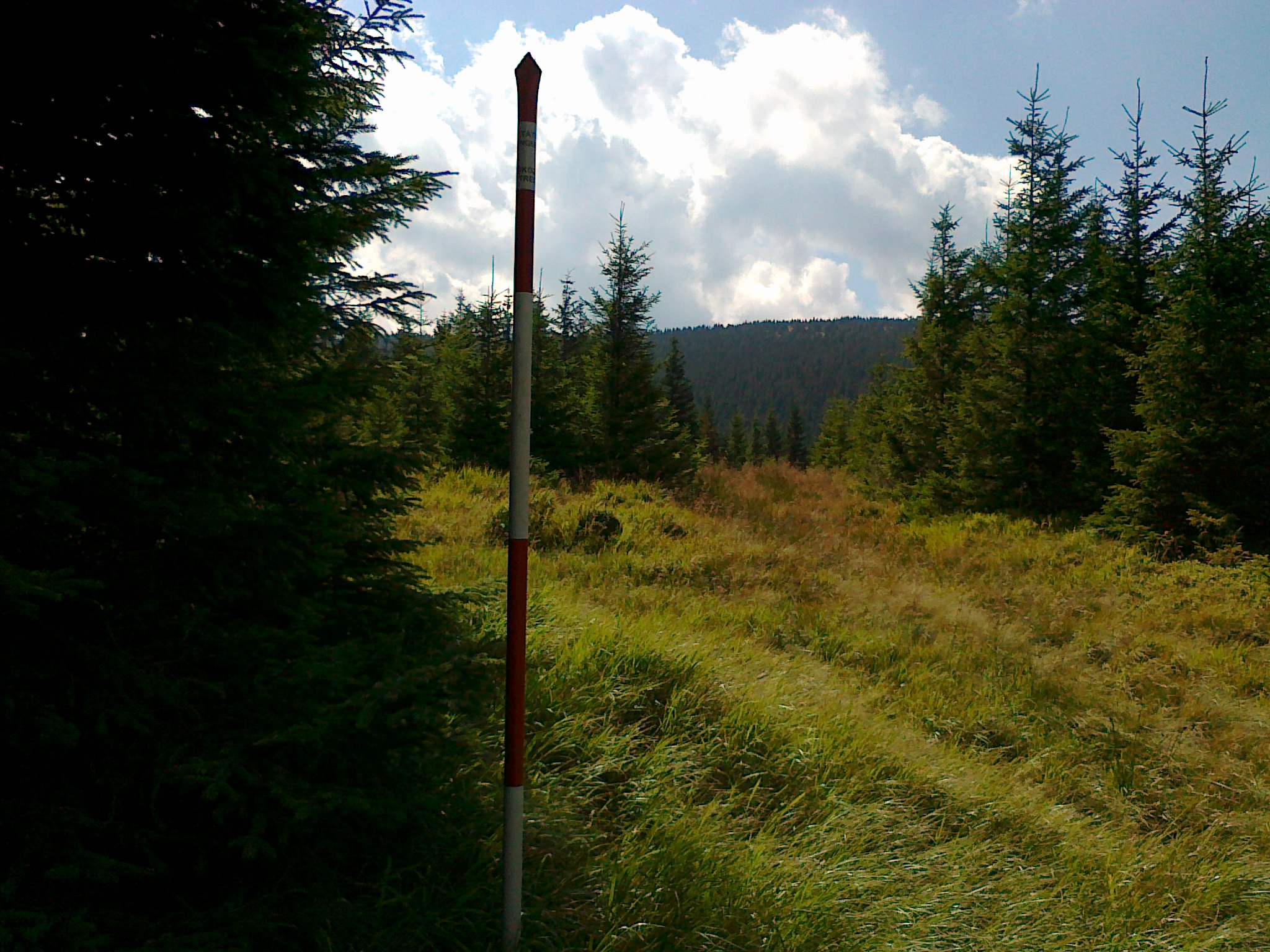
Punkt geodezyjny blisko szczytu góry Kamzičí vrch (w dali widocza góra Malý Děd) (2016 rok)

Kamzičí vrch jest szczytem pojedynczym. Na szczyt nie prowadzi żaden znakowany szlak turystyczny. Przez połać szczytową przechodzi w przecince grzbietowa ścieżka główna. Szczyt położony jest w zalesieniu borem świerkowym, pokryty trawą wysokogórską. Z uwagi na zalesienie nie jest on punktem widokowym. Obok niego ustawiono funkcjonującą niegdyś niewielką, drewnianą altankę widokową , która z biegiem czasu uległa zniszczeniu. Zdemontowane pozostałości po niej w postaci spróchniałych części, widoczne są m.in. na zdjęciach lotniczych. Z miejsca tego rozpościera się perspektywa w kierunku wieży na górze Pradziad. Blisko połaci szczytowej znajduje się punkt geodezyjny, oznaczony na mapach geodezyjnych numerem (18.), o wysokości 1169,65 m n.p.m. oraz współrzędnych geograficznych (50°06′18,31″N 17°14′14,28″E/50,105086 17,237300), oddalony o około 65 m na północny wschód od szczytu, z widocznym koło niego zamontowanym stalowym słupkiem, pomalowanym na przemian w poziome pasy białe i czerwone, na którym umieszczono w górnej części ostrzegający napis przed jego zniszczeniem (cz. Státní triangulace Poškození se trestá). Państwowy urząd geodezyjny o nazwie (cz. Český úřad zeměměřický a katastrální (CÚZK)) w Pradze podaje jako najwyższy punkt góry – szczyt – o wysokości 1173,0 m n.p.m. i współrzędnych geograficznych (50°06′17,3″N 17°14′11,3″E/50,104806 17,236472). 
Dojście do szczytu następuje z niebieskiego szlaku turystycznego , oraz skrzyżowania turystycznego o nazwie (cz. Černík). Przechodząc z tego skrzyżowania szlakiem odcinek o długości około 450 m w kierunku skrzyżowania turystycznego o nazwie (cz. Střední Opava) dojdziemy do zlokalizowanej blisko szczytu przełęczy oraz widocznej po lewej stronie tego szlaku, tzw. chaty łowieckiej o nazwie (cz. Silonova chata lub Chata Jiřího). Przechodząc od niej już nieoznakowaną ścieżką kolejny odcinek o długości około 300 m, skręcając w prawo, idąc dalej grzbietową ścieżką główną góry dojdziemy orientacyjnie do połaci szczytowej.

### Geologia
Pod względem geologicznym masyw góry Kamzičí vrch należy do jednostki określanej jako kopuła Desny i zbudowany jest ze skał metamorficznych, głównie: blasto-mylonitów i fyllonitów (biotytów, chlorytów i muskowitów) oraz skał osadowych, głównie: meta-arkoz.

### Wody
Grzbiet główny (grzebień) góry Pradziad, biegnący od przełęczy Skřítek do przełęczy Červenohorské sedlo oraz dalej do przełęczy Ramzovskiej (cz. Ramzovské sedlo) jest częścią granicy Wielkiego Europejskiego Działu Wodnego, dzielącej zlewiska Morza Bałtyckiego i Morza Czarnego .
Szczyt wraz ze stokami położony jest na północny wschód od tej granicy, należy więc do zlewni Morza Bałtyckiego, do którego płyną wody m.in. z dorzecza Odry, będącej przedłużeniem płynących z tej części Wysokiego Jesionika górskich potoków (m.in. płynących w pobliżu góry potoków Česnekový potok (2) czy Środkowa Opawa). Ze stoku wschodniego bierze swój początek krótki, nienazwany potok, będący dopływem wspomnianego wcześniej potoku Środkowa Opawa. Z uwagi na stosunkowo łagodne nachylenia stoków, w obrębie góry nie występują m.in. wodospady czy kaskady.

## Ochrona przyrody
Szczyt ze stokami znajduje się w obrębie wydzielonego obszaru objętego ochroną o nazwie Obszar Chronionego Krajobrazu Jesioniki (cz. Chráněná krajinná oblast (CHKO) Jeseníky), a utworzonego w celu ochrony utworów skalnych, ziemnych i roślinnych oraz rzadkich gatunków zwierząt. Na stokach nie utworzono żadnych rezerwatów przyrody lub innych obiektów nazwanych pomnikami przyrody. Ponadto na jej obszarze nie wytyczono żadnych ścieżek dydaktycznych.
Na obszarze góry Kamzičí vrch występują sprowadzone w lutym 1913 roku z Alp, kozice. Z ich występowania w przeszłości na tym terenie, nazwę wzięła góra (cz. Kamzík – pol. Kozica). Szacuje się, że obecnie w całym Wysokim Jesioniku żyje około kilkaset sztuk tego gatunku.

## Turystyka

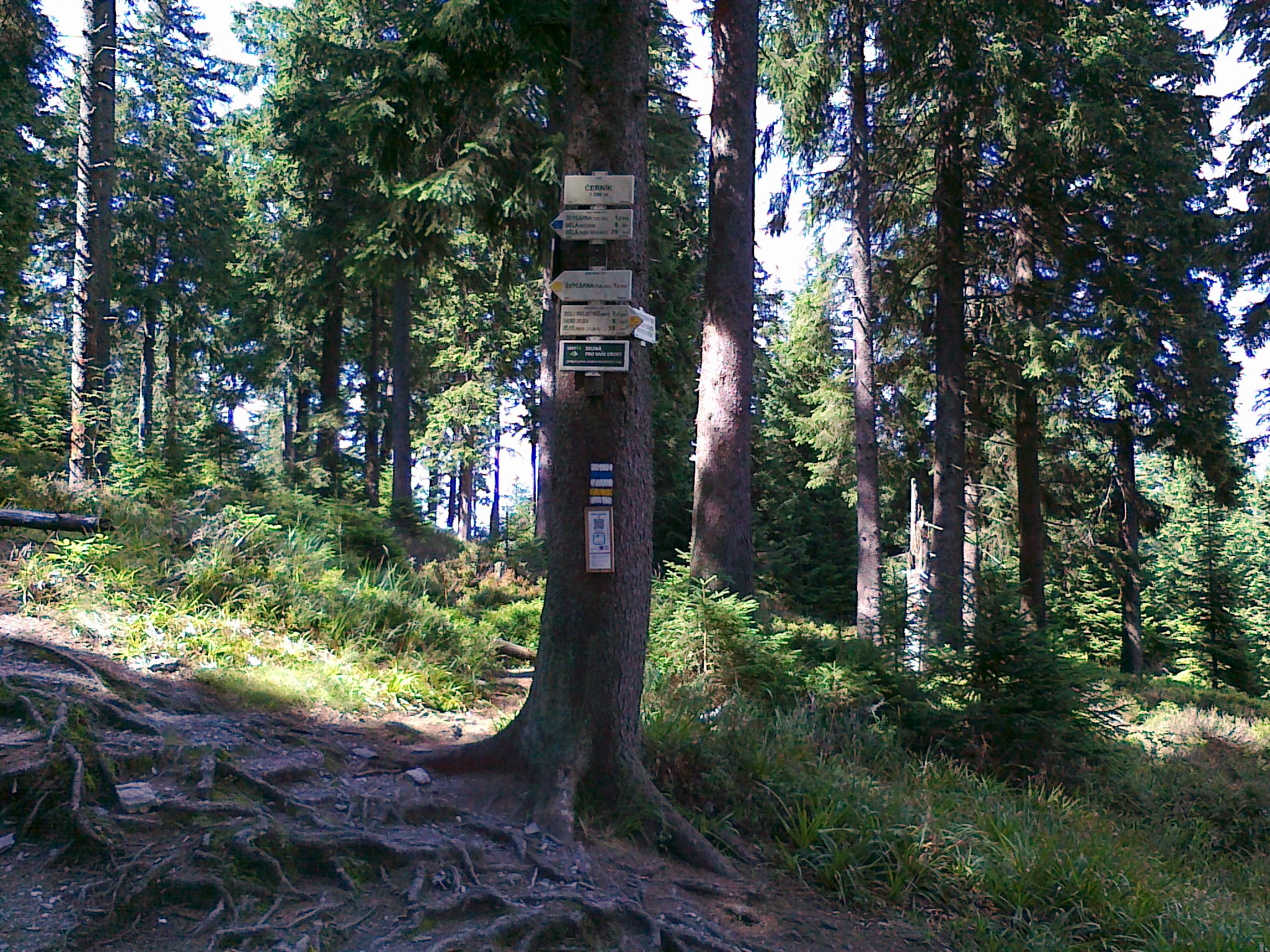
Skrzyżowanie turystyczne o nazwie Černík (2016 rok)

W obrębie szczytu i stoków nie ma żadnego schroniska turystycznego lub hotelu górskiego. W odległości około 1,6 km na północny wschód od szczytu znajduje się najstarsze schronisko turystyczne w Wysokim Jesioniku o nazwie Švýcárna, położone na stoku sąsiedniej góry Malý Děd. Ponadto góra położona jest blisko osady Vidly ze znajdującym się w niej hotelem górskim Vidly oraz parkingu na przełęczy Videlské sedlo. Do bazy turystycznej w okolicy góry Pradziad jest od szczytu około 2,5 km w kierunku południowym. Znajdują się tam następujące hotele górskie i schroniska turystyczne:
- na wieży Pradziad: hotel Praděd[25] oraz na stoku góry Pradziad hotele górskie: Kurzovní chata[26] i schronisko Barborka[27]
- na stoku góry Petrovy kameny hotele górskie: Ovčárna i Figura[28] oraz schronisko Sabinka[29]

Kluczowym punktem turystycznym jest oddalone o około 630 m na północny zachód od szczytu skrzyżowanie turystyczne o nazwie (cz. Černík) z podaną na tablicy informacyjnej wysokością 1200 m, przez które przechodzi jedyny w obrębie góry – niebieski szlak turystyczny . 

### Szlaki turystyczne, rowerowe i trasy narciarskie
Klub Czeskich Turystów (cz. Klub Českých Turistů) wytyczył w obrębie góry jeden szlak turystyczny na trasie.
 Bělá pod Pradědem – góra Nad Borovým – góra Zaječí hora – góra Ztracený vrch – góra Lysý vrch – szczyt Klanke – góra Velký Klín – rezerwat przyrody Vysoký vodopád – wodospad Vysoký vodopád – góra Malý Děd – schronisko Švýcárna – dolina potoku Środkowa Opawa – Vidly – Bílý Potok – Hutě
W obrębie góry nie wytyczono żadnego szlaku rowerowego. Ponadto w jej obrębie nie poprowadzono żadnej trasy narciarstwa biegowego, ani żadnej trasy narciarstwa zjazdowego